# Wolf Hirschmann

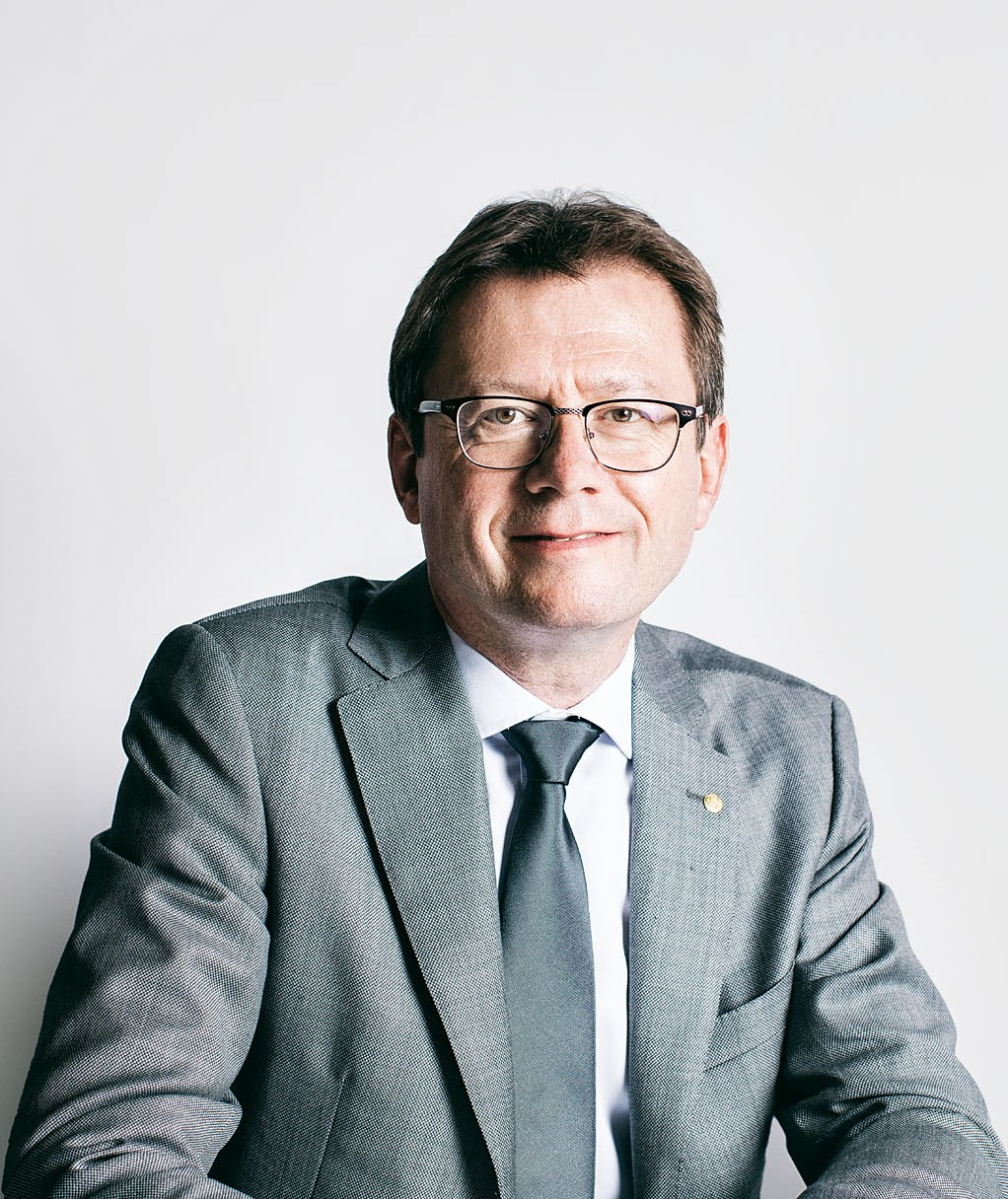
Wolf Hirschmann

Wolf Rüdiger Hirschmann (* 4. Mai 1960 in Stuttgart) ist ein deutscher Unternehmer, Berater, Autor und Redner.

## Leben
Nach einer werbefachlichen Ausbildung und einer leitenden Tätigkeit in einer Werbeagentur gründete er 1984 die Slogan GmbH für Strategieberatung für Marketing und Vertrieb als selbstständiger Unternehmer. Dann war er Dozent an der Nürnberger Akademie für Absatzwirtschaft. Zudem war er auch Lehrbeauftragter eines MBA Executive Studiengangs an dem Universitätszentrum für Weiterbildung in Krems an der Donau und an der Steinbeis-Hochschule Berlin. In Fachartikeln und Büchern publizierte er für Marketing und Zukunftsmanagement.
2005 wurde Wolf Hirschmann in den Club 55, eine Gemeinschaft europäischer Marketing- und Vertriebsexperten, berufen. Von 2013 bis 2017 übernahm er dort die ehrenamtliche Funktion des Präsidenten. Während seiner Amtszeit wurde der Award of Excellence unter anderem an Dieter Zetsche, Klaus Fischer, Reinhold Würth und Götz Werner verliehen.
Wolf Hirschmann ist zertifizierter Coach (RKW). Seine Schwerpunkte als Vortragsredner sind Zukunftsmanagement, Vision und Mission von Unternehmen sowie neue Geschäftsmodelle.
Als Aufsichtsrat und Beirat war er 8 Jahre im Lenkungsgremium der Dekra Certification. Seit 1998 gehört er dem Aufsichtsrat der Bernhauser Bank eG an.

## Werke
- Das Frequenz-System: Kundenkontakte auf neuen Marktwegen. Bayreuth, Schmidt, 1998, ISBN 3-926258-18-7.
- Mut zum Marketing. Messbarer Unternehmenserfolg. Wirksame Kundenbindung. Erfolgreiche Neukundengewinnung. Stockheim, Schmidt, 2003, ISBN 978-3-926258-29-8.
- Direktmarketing: Erfolg durch Direktwerbung, Mailings & Co. Berlin, Cornelsen, 2008, ISBN 978-3-589-23434-9.
- Kursbaustein Direktmarketing. Berlin, Cornelsen, 2011, ISBN 978-3-589-23929-0.
- Gebrauchsanweisung für die Zukunft: 5 Schritte, mit denen Sie Ihre Firma voran bringen. Freiburg, München, Stuttgart, Haufe Gruppe, 2016, ISBN 978-3-648-08503-5.

## Buchbeiträge
- Das einzige, was immer noch stört, ist der Kunde. mi-Verlag, 1999, ISBN 978-3-478-24380-3.
- Business Book of Horror. Gabal, 2008, ISBN 978-3-89749-844-0.
- Sex sells. Gabal, 2006, ISBN 978-3-89749-623-1.
- Sales Code 55. Börsenmedien Verlag, 2016, ISBN 978-3-86470-356-0.